# Afro-Asiatische Schriftstellerorganisation
Die Afro-asiatische Schriftstellerorganisation (AASO) (engl.: Afro-Asian Writers’ Association, AAWA) war eine Vereinigung afrikanischer und asiatischer Autoren, die 1958 gegründet wurde und bis 1991 bestand.

## Ziele
Ziel der Vereinigung war es, die Literaturen Asiens und Afrikas zu fördern, weltweit bekannter zu machen und von kolonialistischen und neokolonialen Einflüssen zu befreien. Sie unterstützte ihre Mitglieder z. B. durch Übersetzungen und Vortragsreisen.
Im Kalten Krieg erschien die AASO als neutral, war tatsächlich aber eng mit der Kulturpolitik der Sowjetunion verbunden und finanziell von ihr abhängig. Die UdSSR versuchte, durch Literaturförderung Einfluss auf die Gesellschaften der Dritten Welt auszuüben und sie unabhängig von den großen Verlagen der Westlichen Welt zu machen.

## Geschichte
Im Oktober 1958 fand, organisiert von der Organisation für Afro-Asiatische Völkersolidarität (AAPSO), die erste Konferenz afro-asiatischer Schriftsteller in Taschkent statt, auf der die AASO gegründet wurde. Unter den 140 Teilnehmern aus 36 Ländern war auch der bereits 90-jährige W. E. B. Du Bois. Mit der Einladung des Afroamerikaners wollten die Organisatoren sich offen gegenüber westlicher Kultur zeigen. Weitere Konferenzen fanden statt:
- im Februar 1962 in Kairo
- im März 1967 in Beirut
- im November 1970 in Neu-Delhi
- im September 1973 in Alma-Ata
- im Juni 1979 in Luanda
- 1983 in Taschkent
- 1988 in Tunis

Die Organisation gründete ein Koordinierungsbüro mit Sitz in Colombo, R.D. Senanayake wurde der erste Generalsekretär der Organisation. Infolge des Chinesisch-sowjetischen Zerwürfnisses wurde das Büro 1962 nach Kairo verlegt und der Ägypter Youssef el Sebai zum Generalsekretär gewählt, um die AASO dem Einfluss Chinas zu entziehen. El-Sebai war ein Anhänger des ägyptischen Präsidenten Anwar as-Sadat. Wegen dessen Politik der Verständigung mit Israel fiel El-Sebai 1978 während einer Konferenz der AAPSO in Zypern einem Attentat durch eine palästinensische Splittergruppe zum Opfer. Das Koordinierungsbüro in Kairo wurde geschlossen und auf der AASO-Konferenz in Luanda wurde der im kubanischen Exil lebende Südafrikaner Alex La Guma zu Al-Sebais Nachfolger gewählt. Der Zerfall der Sowjetunion 1991 bedeutete auch das endgültige Ende der AASO.

## Teilnehmer der Konferenzen
Zu den Teilnehmern der Kongresse gehörten neben den bereits genannten Autoren z. B. Mao Dun (VR China), Nazim Hikmet (Türkei), Guo Moruo (VR China), Mulk Raj Anand (Indien), Ngugi wa Thiongo (Kenia), Sembene Ousmane (Senegal), Tschingis Aitmatow (Kirgisische SSR), Chinua Achebe (Nigeria), Mahmud Darwisch (Palästina), Pramoedya Ananta Toer (Indonesien), Mário Pinto de Andrade (Angola) und Marcelino dos Santos (Mosambik).

## Zeitschrift
Die AASO veröffentlichte in den frühen 1960er Jahren die englischsprachige Zeitschrift The Call und von März 1968 bis 1991 eine Vierteljahresschrift, die zunächst Afro-Asian Writings hieß und ab 1970 den Namen Lotus trug. Sie erschien in englischer, französischer und arabischer Sprache und veröffentlichte Kurzgeschichten, Gedichte, Essays und Rezensionen. Der Sitz der Redaktion war zunächst in Kairo. 1978, nach der Schließung des Koordinierungsbüros in Kairo (s. Abschnitt Geschichte) und im Zusammenhang mit dem Abschluss des Camp-David-Abkommens durch Ägypten und Israel wurde sie nach Beirut verlegt (wo sie von dem pakistanischen Autor Faiz Ahmed Faiz geleitet wurde), später nach Tunis und zuletzt nach Moskau.

## Preis
Zudem vergab die AASO einen ebenfalls Lotus genannten Literaturpreis. Einige der Gewinner waren:
- 1969 Alex La Guma
- 1970 Waleed Seif
- 1971 Sonomyn Udwal
- 1972 Noma Hiroshi
- 1973 Ngũgĩ wa Thiong'o
- 1974 Youssef El-Sebai
- 1975 Kim Chi-Ha
- 1975 Ghassan Kanafani
- 1975 Chinua Achebe
- 1976 Faiz Ahmed Faiz
- 1977 Subhas Mukhopadhyay
- 1978 Meja Mwangi
- 1978 Abu Salma
- 1979 Antonio Jacinto
- 1980 Husayn Muruwwa
- 1981 Bhisham Sahni
- 1981 Makoto Oda
- 1982 Ataol Behramoğlu
- 1983 José Craveirinha
- Mahmud Darwisch